# Duhort-Bachen
Duhort-Bachen ist eine französische Gemeinde mit 682 Einwohnern (Stand 1. Januar 2022) im Département Landes in der Region Nouvelle-Aquitaine (vor 2016: Aquitanien). Die Gemeinde gehört zum Arrondissement Mont-de-Marsan und zum Kanton Adour Armagnac.
Der Name in der gascognischen Sprache lautet Durhòrt-Baishen. Er leitet sich von den gascognischen Wörtern durfort (deutsch befestigter Ort) und bach (deutsch unten) ab.
Die Einwohner werden Duhortois und Duhortoises genannt.

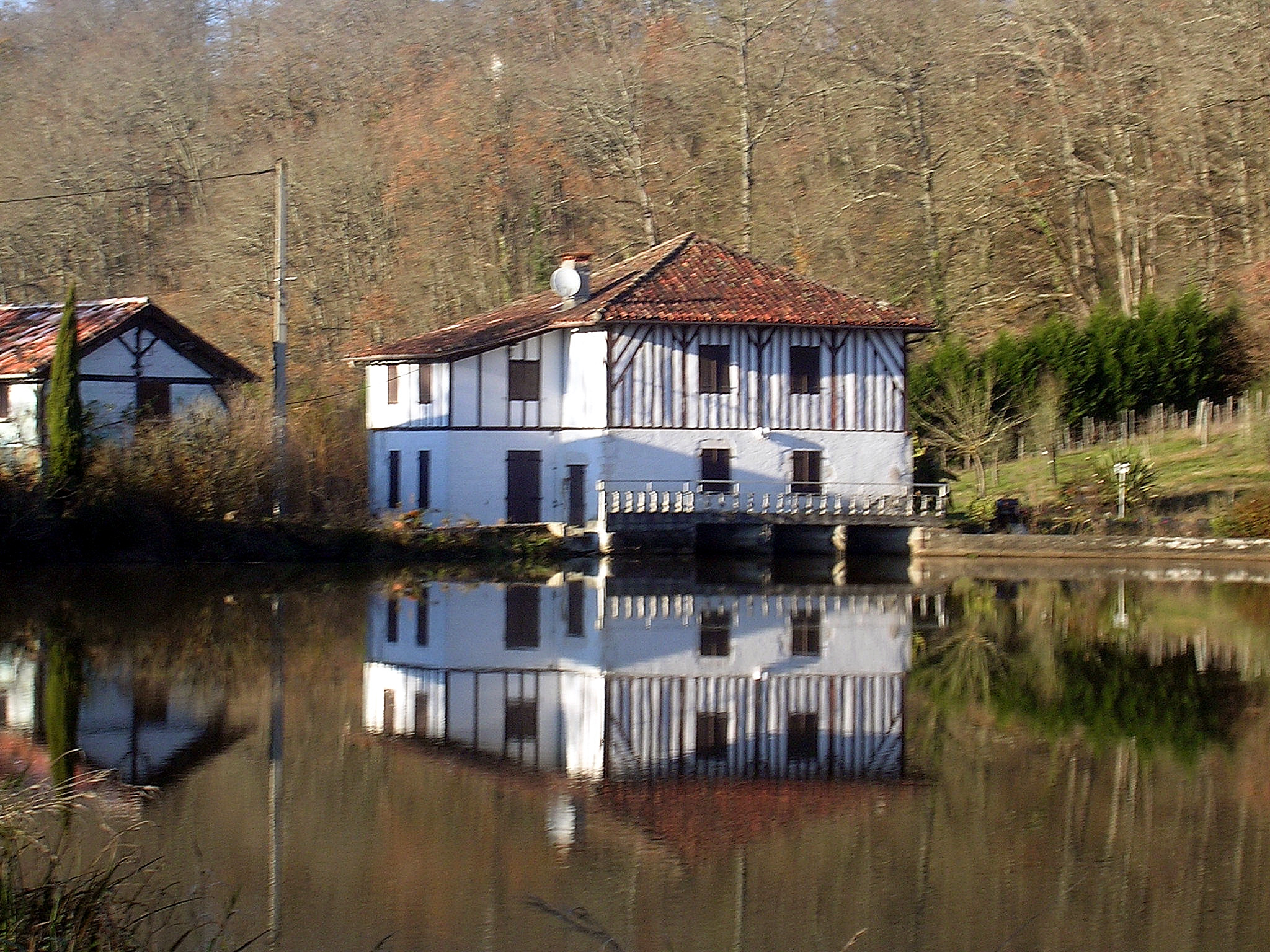
Wassermühle

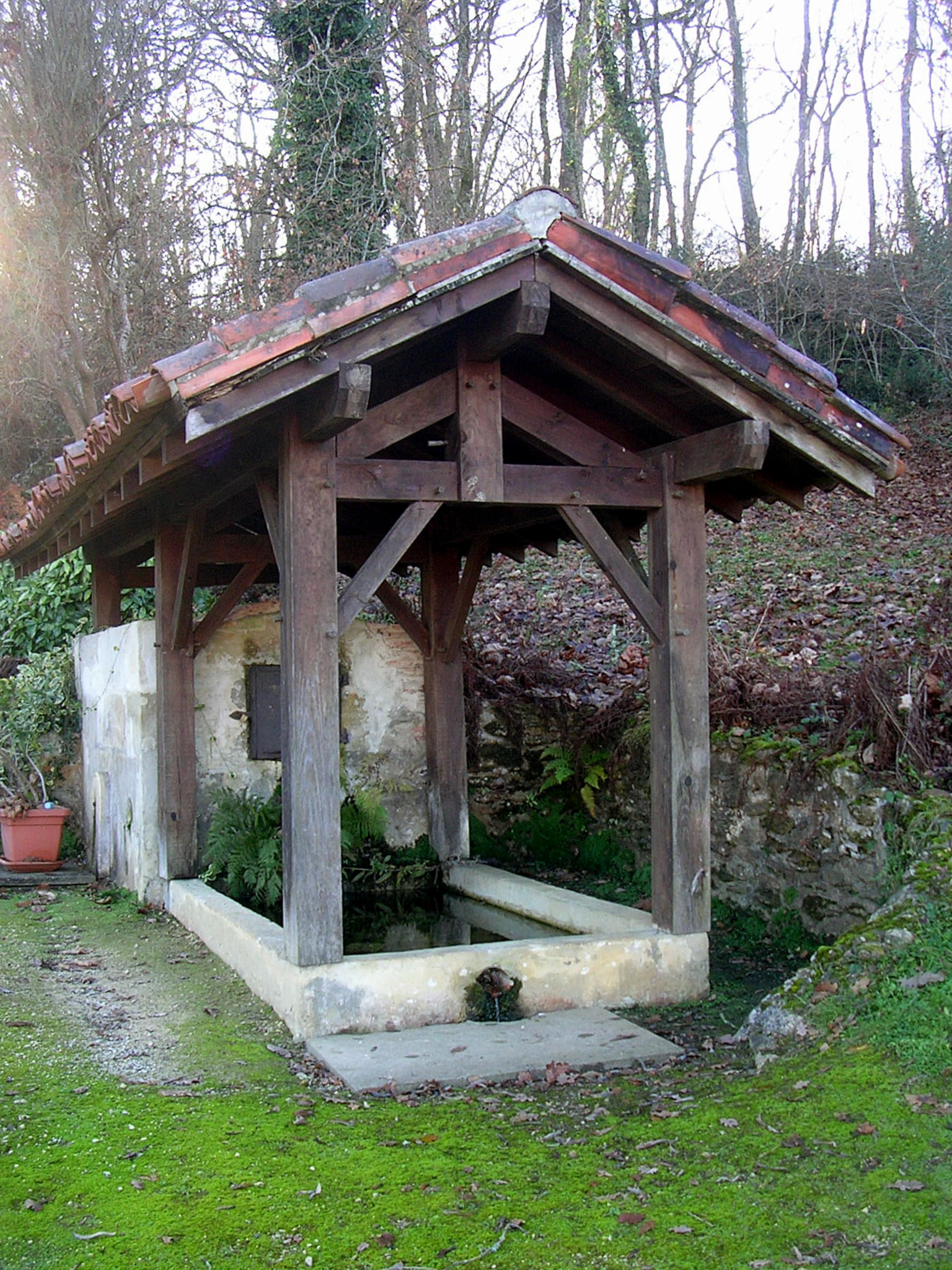
Waschplatz

## Geographie
Duhort-Bachen liegt circa 25 Kilometer südöstlich von Mont-de-Marsan unweit von Aire-sur-l’Adour in der Gascogne am südöstlichen Rand des Départements.
Umgeben wird Duhort-Bachen von den Nachbargemeinden:
| Renung            | Cazères-sur-l’Adour                         |                  |
| Classun           | Kompassrose, die auf Nachbargemeinden zeigt | Aire-sur-l’Adour |
| Eugénie-les-Bains | Bahus-Soubiran                              |                  |

Duhort-Bachen liegt im Einzugsgebiet des Flusses Adour, der entlang der nördlichen Gemeindegrenze strömt.
Gleichfalls bewässern mehrere Zuflüsse des Adour das Gebiet der Gemeinde:
- der Broussau,
- der Lourden mit seinen Zuflüssen,
  - der Ruisseau de Mazé,
  - der Ruisseau de Gaillat, der in Duhort-Bachen entspringt, und
  - der Ruisseau de Haset, der in Duhort-Bachen entspringt, und
- der Ruisseau du Bayle, der hier auch Ruisseau de la Grave genannt wird, mit seinem Zufluss,
  - der Ruisseau de Dauyet, der in Duhort-Bachen entspringt.[4]

## Geschichte
In den 1980er Jahren brachten Bodenerkundungen ein frühgeschichtliches Hügelgrab und ein römisches Militärlager an einem Viertel mit dem Namen Castera zutage. Die Stelle befindet sich auf einem Höhenzug zwischen den Tälern des Lourden und des Adour. Benediktiner errichteten unweit der Stelle im 6. Jahrhundert die Abtei Saint-Jean-de-Castellane, deren Namen an das frühere Lager erinnert. Im 8. Jahrhundert wurde sie als Folge aufeinanderfolgender Konflikte gegen Araber und Berber, später gegen Normannen, zerstört. Im Jahre 1063 fand an dieser Stelle eine Schlacht um die Nachfolge von Odo, Herzog von Aquitanien und der Gascogne, statt. Wilhelm VIII. von Aquitanien schlug Bernard II., Graf der Gascogne. Der Unterlegene musste als Folge die Gascogne an Wilhelm VIII. abtreten. Pierre, Vicomte des Bigorre, ließ die Abtei um 1140 neu errichten, in die sich die Prämonstratenser im Jahre 1155 niederließen und eine wirtschaftliche Ausstrahlung in die ganze Region initiierten. 1264 wurde eine Bastide in der Nähe aufgebaut. Ein Vertrag über die Lehnsrechte wurde vom englischen König Eduard III. und den Mönchen im Jahre 1331 geschlossen, der eine Gleichheit über das Recht und den Besitz der Bastide garantierte. In der Folge wohnten wichtige Lehnsherrenfamilien in Duhort-Bachen, wie beispielsweise die Foix-Candale, von denen zwei Mitglieder Bischöfe in Aire-sur-l’Adour waren und einer im Jahre 1570 zum Kardinal ernannt wurde. Am 5. Juli 1844 schlossen sich die Gemeinden Duhort und Bachen zur neuen Gemeinde Duhort-Bachen zusammen.
Duhort-Bachen besaß einen Bahnhof an der Eisenbahnlinie der Compagnie des Tramways à Vapeur de la Chalosse et du Béarn, die Aire-sur-l’Adour mit Amou verband und 1909 eröffnet wurde. In den 1930er Jahren wurde zuerst die Beförderung von Personen, später der Güterverkehr aufgrund fehlender Wirtschaftlichkeit eingestellt.

### Einwohnerentwicklung
Nach einem Höchststand der Einwohnerzahl von rund 1350 in der Mitte des 19. Jahrhunderts nach dem Zusammenschluss der beiden Gemeinden reduzierte sich die Zahl bei mehreren kurzen Erholungsphasen bis zu den 1970er Jahren auf rund 550 Einwohner, bevor eine Wachstumsperiode mit moderaten Zuwächsen begann, die heute noch anhält.
| Jahr      | 1962 | 1968 | 1975 | 1982 | 1990 | 1999 | 2006 | 2010 | 2022 |
| --------- | ---- | ---- | ---- | ---- | ---- | ---- | ---- | ---- | ---- |
| Einwohner | 615  | 584  | 553  | 572  | 600  | 602  | 617  | 632  | 682  |

## Sehenswürdigkeiten

### PfarrkircheSaint-Leuin Duhort

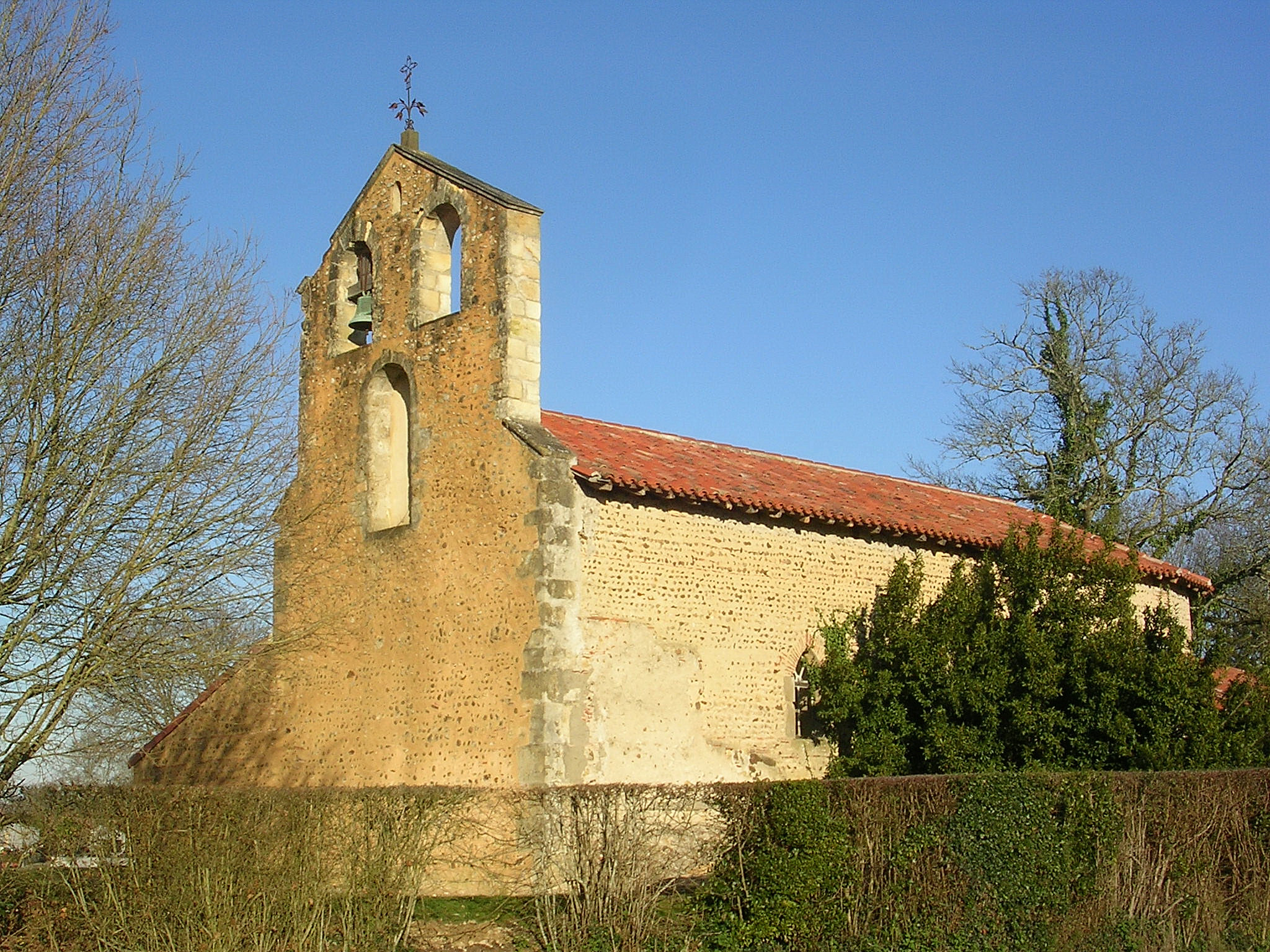
Pfarrkirche Sainte-Marie-Madeleine in Bachen

Sie wurde im Zuge der Errichtung der Bastide im 14. Jahrhundert erbaut. Während der Hugenottenkriege wurde die Kirche 1570 von protestantischen Truppen unter Führung von Gabriel de Lorges, Graf von Montgomery, zerstört. Anschließend wurde die Kirche noch im 16. Jahrhundert auf den verbliebenen Mauerresten mithilfe von lokalen Baustoffen, insbesondere mit Kieselsteinen aus dem Adour, an der gleichen Stelle neu gebaut. Das heutige Langhaus wird von zwei Seitenkapellen flankiert und läuft auf eine halbrunde Apsis aus, an dessen Südseite sich eine Sakristei anschließt. Die rundbogenförmigen Fenster wechseln sich mit den Strebepfeilern in der Fassade ab. Eine Vorhalle mit großen Rundbogenarkaden erlaubt den Zugang zur Kirche. Über der Vorhalle erhebt sich der viereckige, massive Glockenturm mit Okuli und rechteckigen Fenstern. Er ist mit einem polygonalen, mit Schiefer gedeckten Helm ausgestattet. Pyramidenförmige Dachreiter zieren jede äußere Turmecke. 2011 wurde der Glockenturm restauriert und es wurden Maßnahmen getroffen, um eine latente Feuchtigkeit im Kircheninneren zu reduzieren.

### PfarrkircheSainte-Marie-Madeleinein Bachen
Die romanische, Maria Magdalena gewidmete Kirche ist im 12. oder 13. Jahrhundert errichtet worden. Das Langhaus mit einem Hauptschiff wird durch eine polygonale Apsis verlängert. Im Süden schließt sich ein Nebenraum an. Spitzbogenförmige Fenster geben auf der Nordseite Licht in das Langhaus. Der Eingang zur Kirche befindet sich in einer kleinen Vorhalle, die mit einem Pultdach an die Nordseite angebaut wurde. An der Westseite richtet sich ein dreieckiger Glockengiebel auf mit drei rundbogenförmigen Öffnungen für die Glocken.

### SchlossSaint Jean de la Castelle, ehemalige Abtei

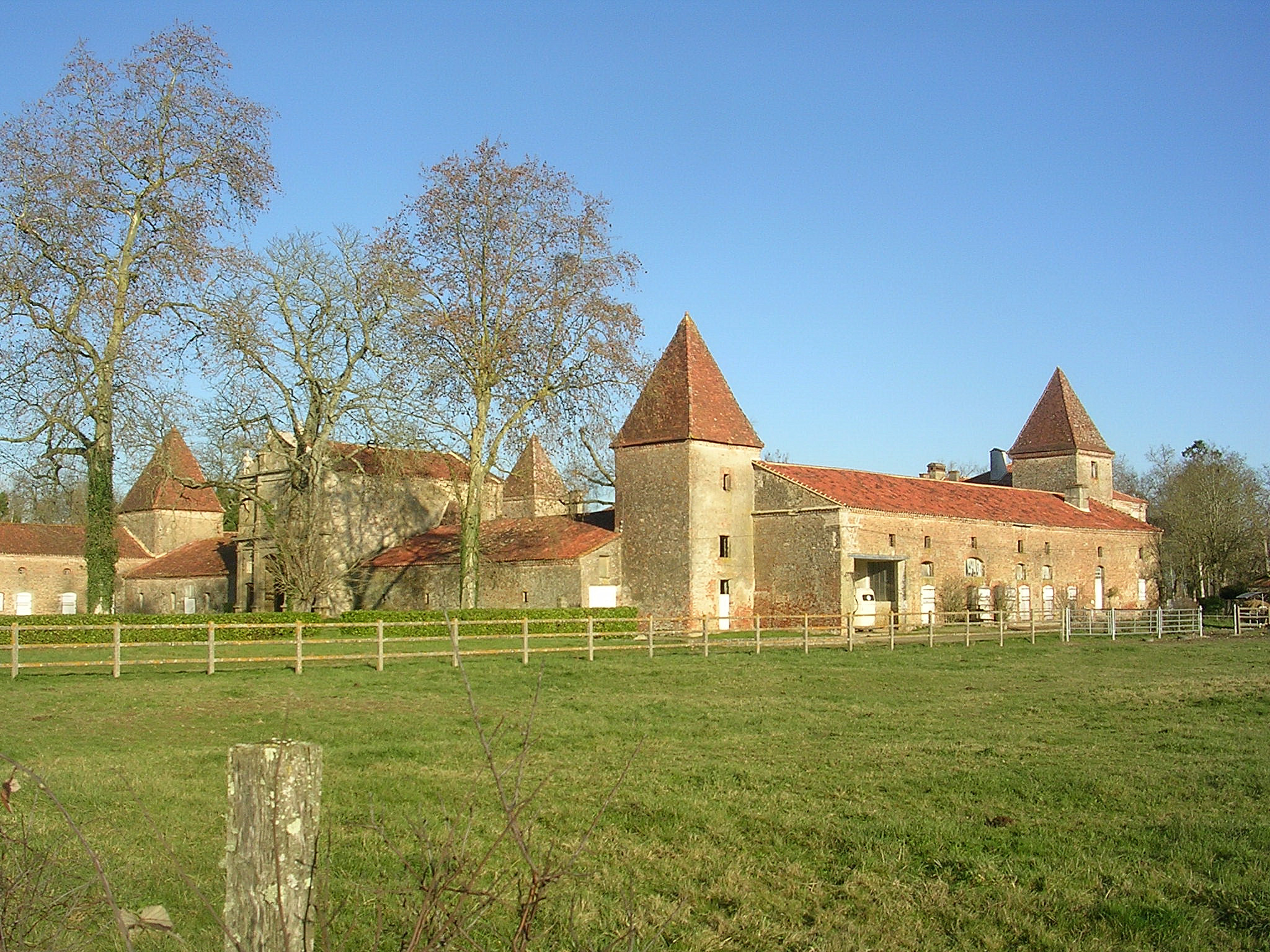
Schloss Saint Jean de la Castelle, ehemalige Abtei

Wie die Pfarrkirche in Duhort, so wurde die frühere Abtei 1570 von protestantischen Truppen in Brand gesteckt und zerstört. Kaum, dass sie wieder aufgebaut war, erlitt die Abtei im Jahre 1728 einen Brand. Nachdem der Abt François de Lavelle (1731–1769) eine bedeutende Summe gesammelt hatte, ließ er einen vollständigen Neubau durchführen, der bis 1760 dauerte. Zu Beginn der Französischen Revolution wurde der Besitz beschlagnahmt und an die Gemeinde Saint-Sever und an einen gewissen Dulau gegen 75.480 Livre verkauft. Nachdem das Anwesen 1825 erneut verkauft worden war, wurde die Abtei in ein Schloss umgewandelt. Die Klosterkirche und der Süd- und Ostflügel des Kreuzgangs wurden zwischen 1832 und 1842 abgerissen. Von der Abtei ist heute nur der östliche Wohntrakt, der als Schlossgebäude eingerichtet wurde, der imposante Eingang mit einem Dreiecksgiebel und die Gebäude des hinteren Hofes übrig geblieben. Das Eingangsportal wurde 1839 abgebaut und am Schloss Amou wiedereingesetzt. In der Mitte des 20. Jahrhunderts wurde ein Gestüt auf dem Gelände eingerichtet.

### Schloss Bachen

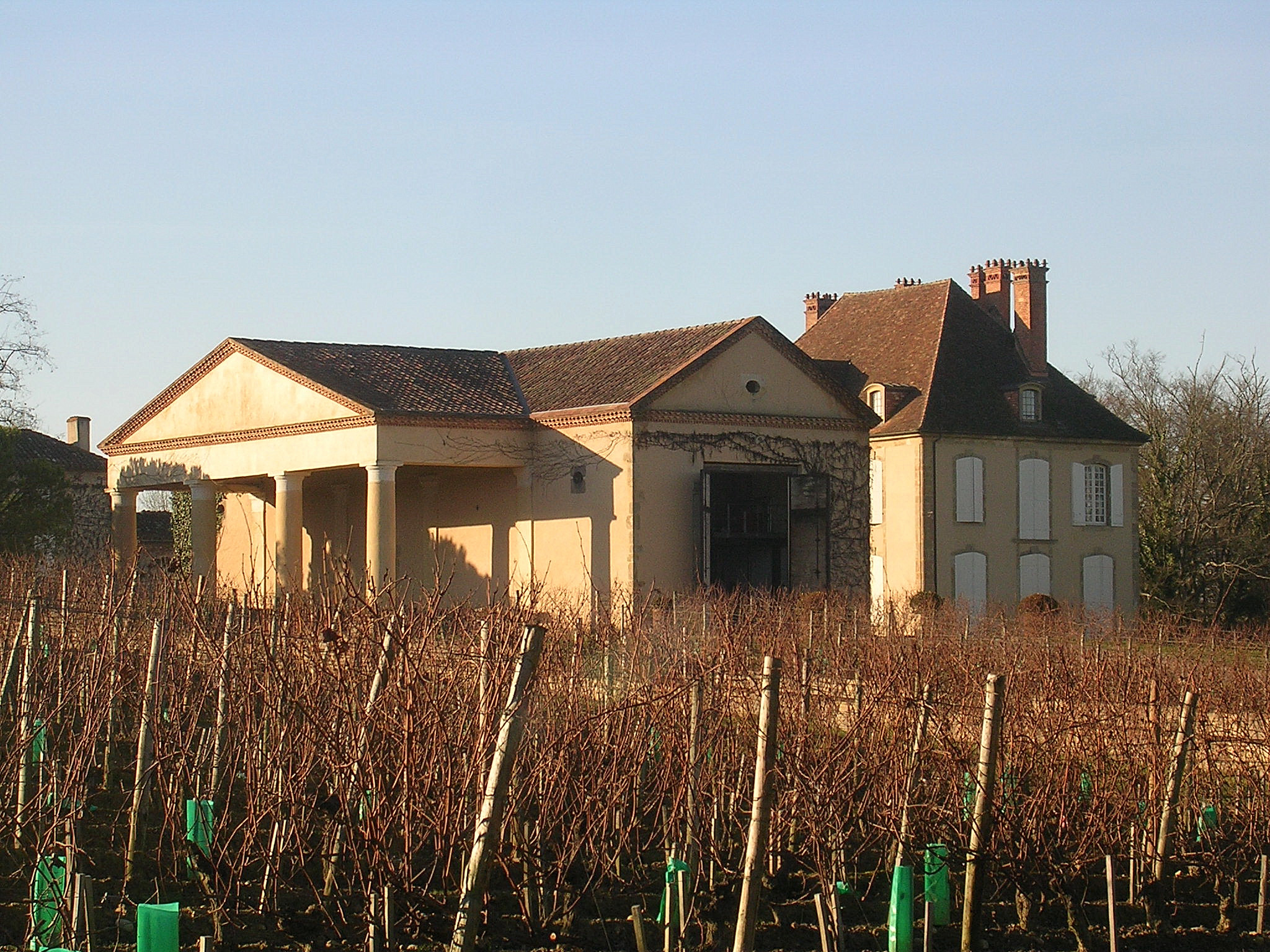
Schloss Bachen

Es handelt sich um ein typisches Adelshaus der Chalosse, das auf einer Anhöhe über dem Tal des Adour an der Stelle einer ehemaligen Befestigung errichtet wurde. Gegen 1774 wurde der Sitz eines Baronats mit einem ausgedehnten Landgut vollständig neu gebaut. Das Schloss besteht aus einem Wohnhaus, dessen hohes Dach an die Architektur des Béarn erinnert, und einem flacheren Flügel von Nebengebäuden. Auf dem Gelände befindet sich auch ein Weinkeller und ehemalige, für die Landes typische landwirtschaftliche Nebengebäuden. Das Schloss ist seit dem 5. Juli 1994 in Teilen (Wohngebäude, Fassaden, Dach des Flügels der Nebengebäuden und des Wohntrakts des Gutsverwalters, Brunnen Saint-Ouen) als Monument historique eingeschrieben. Es befindet sich in Privatbesitz und ist der Öffentlichkeit nicht zugänglich.

### Schloss du Lau

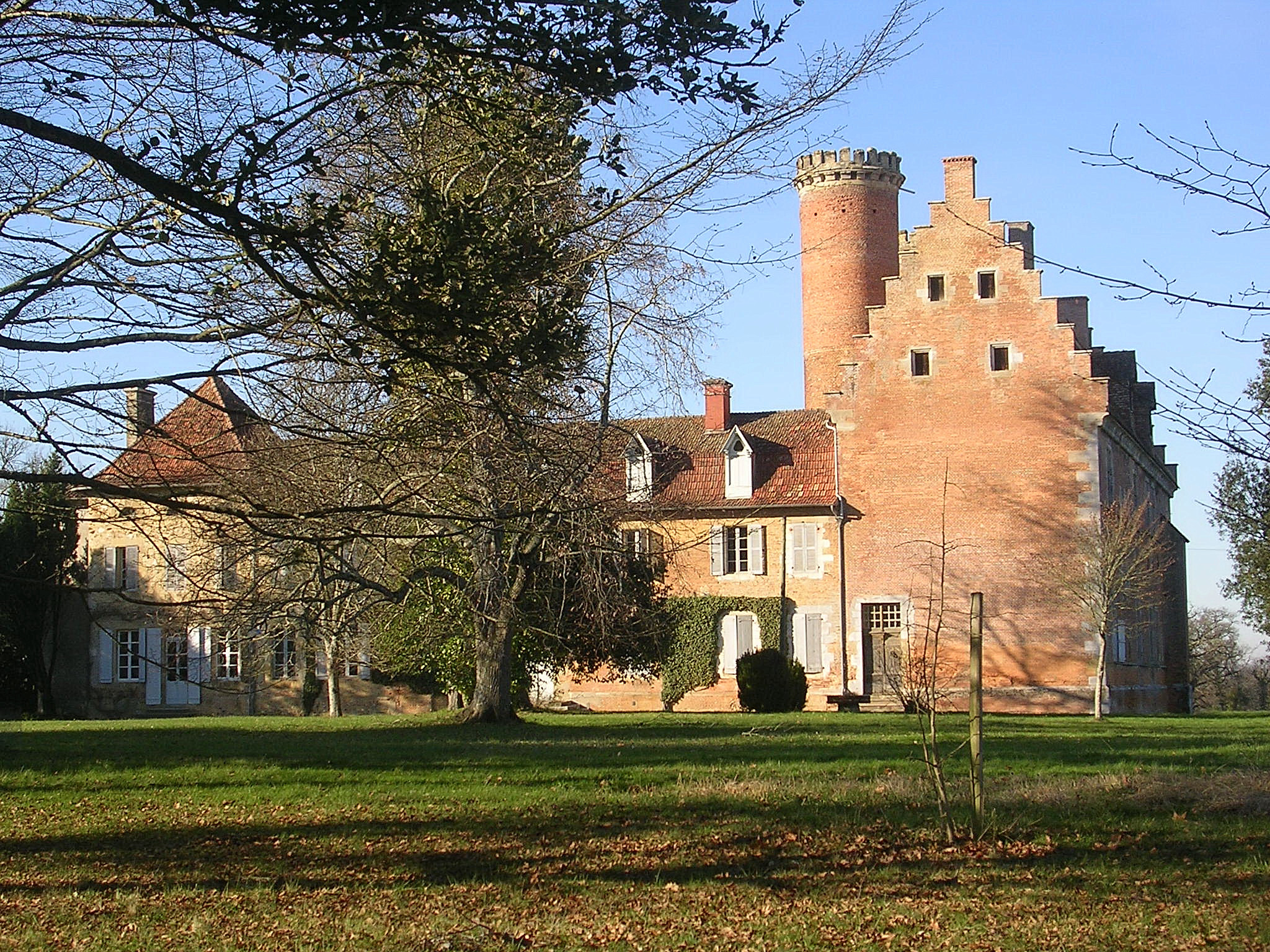
Schloss du Lau

Antoine de Castelnau, Kammerherr des französischen Königs Ludwig XI., ließ das Schloss im 15. Jahrhundert mit flämischen Stileinflüssen neu errichten. Es befindet sich an der Stelle eines früheren mittelalterlichen Castelnau. Ein Castelnau (deutsch Neuburg, okzitanisch castèl nòu, im Vulgärlatein castellum novum) ist ein Dorf oder eine Stadt, die in der Nähe einer Erdhügelburg gegründet wurde. Im Osten der Anlage befindet sich das Wohnhaus aus dem 15. Jahrhundert, im Süden ein rechtwinkliger Flügel aus dem ausgehenden Mittelalter, der im 19. Jahrhundert neu ausgestattet wurde, im Westen ein im 19. Jahrhundert verkleidetes Eingangstor. Im Norden wurde ein Gebäude abgerissen, um Platz für einen Wassergraben zu schaffen, dessen Verlauf sich einem in jüngster Zeit eingeebneten, künstlichen Erdhügel anpasste. Das Schloss ist seit dem 2. April 1997 als Monument historique klassifiziert. Es befindet sich im Besitz einer Privatperson und ist der Öffentlichkeit aber zugänglich.

### Schloss du Souilh
Es gilt als Zeuge der Kultur der Chalosse des 18. und 19. Jahrhunderts. Seit dem 13. Oktober 1992 ist das Schloss als Monument historique eingeschrieben. Es befindet sich im Besitz einer Privatperson und ist der Öffentlichkeit nicht zugänglich.

## Wirtschaft und Infrastruktur
Der Weinbau spielt eine wichtige Rolle in der Wirtschaft der Gemeinde.
Duhort-Bachen liegt in der Zone AOC des Weinbaugebiets Tursan.

### Bildung
Die Gemeinde verfügt über eine öffentliche Grundschule mit 17 Schülerinnen und Schülern im Schuljahr 2017/2018.

### Sport und Freizeit
- Ein leichter Rundweg mit einer Länge von 5,4 km führt ohne Höhenunterschied vom Zentrum der Gemeinde durch das Tal des Lourden.[22]

- Es gibt ein Pferdesportzentrum Haras de Pompeyre in Duhort-Bachen mit Möglichkeiten von Schulung und Ausritten für Kinder ab drei Jahren, für Jugendliche und für Erwachsene auf einem Landgut mit einer Fläche von 13 Hektar.[23]

### Verkehr
Duhort-Bachen ist erreichbar über die Routes départementales 39, 65, 352, 352E, 445 und 448.